# Воробьёв, Алексей Алексеевич
Алексей Алексеевич Воробьёв (20 декабря 1931 — 2 ноября 2021) — советский и российский физик, специалист в области физики ядра и физики элементарных частиц, член-корреспондент РАН (1991).

## Биография
Родился 20 декабря 1931 года в селе Селижарово Калининской (сейчас — Тверской) области.
В 1955 году с отличием окончил физико-механический факультет Ленинградского политехнического института.
После окончания вуза работал в Физико-техническом институте имени А. Ф. Иоффе, в Лаборатории рентгеновских и гамма лучей.
В 1961 году защитил кандидатскую диссертацию.
С 1965 года работал в созданной в филиале ФТИ Лаборатории физики высоких энергий (ЛФВЭ) (позднее это Петербургский институт ядерной физики имени Б. П. Константинова). Лаборатория проводила экспериментальные исследования на строящемся крупнейшем по тому времени ускорителе протонов — синхроциклотроне на энергию 1000 МэВ, и Воробьёв возглавил сектор структуры ядер в ней.
В 1971 году  был избран заведующим ЛФВЭ (сейчас это Отделение физики высоких энергий (ОФВЭ)),  руководил этим отделением.
В 1977 году защитил докторскую диссертацию.
В 1979 году присвоено учёное звание профессора.
С 1986 по 1992 годы — директор Петербургского института ядерной физики имени Б. П. Константинова АН СССР, внес большой вклад в создание высокопоточного ядерного реактора ПИК.
В 1991 году избран членом-корреспондентом РАН.
В мае 2017 года назначен научным руководителем Отделения физики высоких энергий.

## Научная деятельность
Главные направления научной деятельности: упругое рассеяние адронов в области кулонной интерференции, редкие распады гиперонов.
В период с 1968 по 1974 годы совместно с сотрудниками лаборатории провел цикл экспериментов по исследованию тройного деления 233U, 235U, 239Pu, 242Am на тепловых нейтронах и спонтанного деления 252Сf и обнаружил большое число каналов тройного деления с испусканием легких ядер от изотопов водорода до 20О.
Руководитель Научной Школы «Петербургская школа по экспериментальной физике высоких энергий».
Соавтор более 400 научных публикаций. Под его руководством защищены 8 докторских и 22 кандидатские диссертации.

## Награды
- Орден «Знак Почёта» (1975)
- Орден Трудового Красного Знамени (1981)
- Орден Дружбы (2002)
- Государственная премия СССР (в составе группы, за 1983 год) — за цикл работ «Дифракционное рассеяние протонов при высоких энергиях» (1962—1980)
- Премия имени А. Ф. Иоффе в области физики и астрономии Правительства СПб и СПбНЦ РАН (2003) — за цикл экспериментальных исследований мюонного захвата и мюонного катализа ядерных реакций синтеза[5]